# Guararema
Guararema est une ville brésilienne de l'État de São Paulo.